# Austin Powers
La saga Austin Powers és una sèrie de tres pel·lícules realitzades per Jay Roach explicant les aventures d'Austin Powers, un agent secret britànic, i sobretot el seu duel contra el terrible doctor Denfer. Aquests dos personatges són interpretats per Mike Myers.

## Pel·lícules
- 1997: Austin Powers (Austin Powers: International Man of Mystery)
- 1999: Austin Powers: L'espia que em va empaitar (Austin Powers: The Spy Who Shagged Me)
- 2002: Austin Powers in Goldmember

## Arguments
En les pel·lícules, hom es pot fixar en:
- Austin efectua una coreografia al començament de cada pel·lícula després de la introducció; aquest moment constitueix el genèric de començament.
- Austin té una nova companya a cada pel·lícula:

Vanessa Kensigton (Elizabeth Hurley): Després d'haver ajudat Austin a contrarestar el pla del doctor Denfer una primera vegada, es casarà amb ell al final de la primera part, però ella es revelara ser una dona-robot al començament de la segona pel·lícula i explotarà.
Félicity Bonnebez (Heather Graham): salva Austin d'un intent d'assassinat a la segona pel·lícula i l'ajudarà a trobar el doctor Denfer. Mor asfixiada per un gas mortal, però Austin torna enrere el temps deu minuts i aconsegueix salvar-la.
Foxxy Cléopatra (Beyoncé Knowles): Austin la retroba a l'Estudi 69 quan marxa a buscar el seu pare el 1975. Amb ella intentarà contrarestar el pla del doctor Denfer i de Goldmember; ho aconseguiran i continuaran junts al final de la pel·lícula.
- Burt Bacharach fa una aparició en cadascuna de les pel·lícules; hi fa el seu propi paper.
- Es poden veure escenes durant els genèrics del final.
- El doctor Denfer té un nou pla diabòlic a cada pel·lícula :

Projecte Vulcà: enviar un cap nuclear al centre de la Terra per fer entrar tots els volcans del món en erupció i recobrir el planeta de lava.
Allan Parson's project: destruir les grans ciutats mundials amb l'ajuda d'un «giga-làser» des de la Lluna.
Preparació H: atreure un meteor d'or massis (Mides 22) cap a la coroneta glacial terrestre amb l'ajuda d'un «raig tractor», cosa que farà fondre el banc de glaç i inundarà el món.
- Cada episodi s'acaba amb el doctor Denfer (pare en els dos primers, fill en el tercer) quan diu que Austin i ell es tornaran a veure, fent veure que les aventures d'Austin Powers no s'acaben del tot.